# Моше Шик
Моше Шик (івр. משה שיק‎‎, також відомий як Магарам Шик) (1 березня 1807 — 25 січня 1879) — один із найвидатніших рабинів Угорщини XIX століття, представник ортодоксального іудаїзму. Упродовж 1861—1879 років займав посаду головного рабина Хуста.

## Біографія
Моше Шик народився на території сучасної Словаччини в містечку Брезова-під-Брадлом, яке в той час перебувало у складі Австрійської імперії. Рід походив від рабина Ганоха Гейніха Шика зі Шклова. Шик навчався у Хатама Софера (рабин Моше Шрайбер, 1762—1839) у м. Пресбург (Братислава). Той називав свого дивовижного учня «скринею зі скарбами, повною священних книг». Шик був призначений рабином м. Свєти-Юр (Словаччина) у 1838 р.; там відкрив єшиву, якою керував упродовж трьох десятиліть. У 1861 році став головним рабином Хуста і відкрив тут єшиву, в якій навчалося понад 800 студентів.
У рабинічних коментарях Шик широко відомий як Магарам Шик: Магарам є акронімом від «Море(й)ну га-Рав Моше» (у перекладі із івриту Наш учитель, рабин Моше). Написав низку респонсів-коментарів до «Шулхан Арух», а також трактатів «Хідуше га-Магарам Шик», «Драшот Магарам Шик». Помер у Хусті 25 січня 1879 року. Був одним із лідерів громади ортодоксальних євреїв Угорщини.